# Impôt sur le revenu
 (décembre 2014).

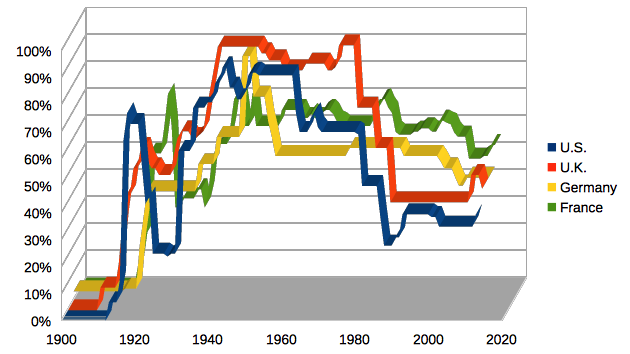
L'impôt sur le revenu dans la perspective historique: taux les plus élevés dans quatre pays industrialisés, 1900-2013. Données de Thomas Piketty.

L’impôt sur le revenu ou IR est un impôt direct qui porte sur les revenus des individus, des entreprises ou autres entités similaires.
Le premier impôt sur le revenu aurait été créé en 1183 par Baudouin IV, roi de Jérusalem.

## Par pays

### France
Pour les ménages français, on parle d'impôt sur le revenu des ménages, il s'agit de l'impôt sur le revenu.
Pour les entreprises françaises, il est souvent appelé impôt sur les sociétés ou « impôt sur le revenu des sociétés ».

Il peut être progressif, proportionnel ou régressif.
L’impôt sur le revenu des personnes physiques est apparu en France avec la loi du 15 juillet 1914 après des années de discussion. La menace de la guerre en cette période a accéléré cette nouvelle entrée d'argent. Bien qu'il n'en soit pas l'auteur direct, on attribue généralement la paternité de l'impôt sur le revenu en France à Joseph Caillaux, ministre des Finances, soucieux d'orthodoxie budgétaire et donc du respect du principe d'équilibre, étranger aux préoccupations de redistribution.
En France, l'impôt sur le revenu est un impôt qui se fait par le biais d'une déclaration de revenus. En 2013, près de 13,5 millions de foyers Français l'ont effectuée par internet dans le cadre des démarches administratives en ligne.